# Desmia ceresalis
Desmia ceresalis là một loài bướm đêm trong họ Crambidae.